# Zélie Trebelli-Bettini
Pour les articles homonymes, voir Bettini.
 Zélie Trebelli-Bettini (12 novembre 1836 à Paris - 18 août 1892 à Étretat), également connue sous le nom de Zélie Gilbert ou sous son nom de scène Madame Trebelli, est une chanteuse d'opéra contralto française.

## Biographie
Zélie Thérèse Caroline Mélanie Gillebert est née le 12 novembre 1836 à Paris. Le 7 mars 1863, elle se marie à Paris à l'artiste lyrique Alessandro Bettini, connu à Baden.
Celle qui se fera appeler "Madame Trebelli" (anagramme presque parfaite de son nom de naissance) est élève de François Wartel. 
Après avoir commencé au Teatro Real de Madrid en 1859 puis effectué une tournée en Allemagne, elle fait ses débuts au Théâtre des Italiens en avril 1861. Installée à Londres au Her Majesty's Theatre, elle est célèbre en Europe et aux États-Unis pour ses interprétations du Trouvère, Lucrèce Borgia, Les Noces de Figaro, Faust ou encore Carmen, dont elle fait la première au Metropolitan Opera Company le 5 janvier 1884.
George Bernard Shaw écrit à son propos de nombreuses critiques très élogieuses, appréciant en particulier ses interprétations et sa diction anglaise parfaite, chose rare pour une personne non nativement anglophone.
Le 18 août 1892, elle décède à Étretat, où elle s'était achetée une villa en 1884, quelques années après avoir dû interrompre sa carrière à la suite d'une attaque l'ayant laissée en partie paralysée. Elle aurait légué sa fortune à l'Académie royale de musique anglaise.
Sa fille (née Antoinette) Antonia Dolores Trebelli (13 avril 1864, Paris-après 1904) est également une soprano renommée, qui se produit sous le nom de "Mademoiselle Dolores" et "Mademoiselle Trebelli" en Europe, en Australie, en Nouvelle-Zélande ou encore aux États-Unis.